# Каянело
Каянѐло (на италиански: Caianello) е община в Южна Италия, провинция Казерта, регион Кампания. Разположена е на 236 m надморска височина. Населението на общината е 1775 души (към 2010 г.).
Административен център на общината е село Санта Лучия (Santa Lucia), но най-голямото селище е село Монтано (Montano).